# الوعرة (السياني)

تعديل مصدري - تعديل

الوعرة محلة تابعة لقرية حبيل هدوان، التابعة لعزلة العربيين بمديرية السياني إحدى مديريات محافظة إب في الجمهورية اليمنية.، بلغ تعداد سكانها 126 حسب تعداد اليمن لعام 2004.